# مصطفى العزاوي
مصطفى ناصر العزاوي (1979) هو مُنشد عراقي معروف في مجال الأناشيد الإسلامية الهادفة، وقد اشتهر خاصةً من خلال ظهوره في قناة طيور الجنة في بداياتها، حيث قدّم عدة أناشيد للأطفال تتميز بالروح التربوية والقيم الأخلاقية.

## عن حياته
ولد عام 1979 في محافظة ديالى ولقد التحق بجامعة بغداد نال الماجستير منها عام 2005م، لقبه جمهوره "العندليب العراقي"، كان أحد منشدي طيور الجنة لكنه اعتزل منها سنة 2011م، وهو الآن نجم قناة كناري التي تبث من مدينه جدة. حصل على لقب سفير الطفولة من قبل المنظمة البريطانية هيومين ابيل.له العديد من الأعمال التي تجاوزت مشاهداتها الملايين انتقل للعمل مع قناة نون الفضائية.